# Shuta Takahashi
Shuta Takahashi (高橋 周大 Takahashi Shuta?), född 27 juli 1983 i Tokyo prefektur, är en japansk före detta fotbollsspelare.
Takahashi började sin karriär 2006 i Mito HollyHock. Efter Mito HollyHock spelade han för Yokogawa Musashino och Aries FC Tokyo. Han avslutade karriären 2013.